# Wojciech Narbutt
Wojciech Narbutt (armoiries : Trąby (herb szlachecki) (pl)) né en 1762 à Sukurcze, et mort le 26 février 1837  est un écrivain et chambellan royal polonais membre de la Grande Diète en 1790.

## Biographie
Wojciech Narbutt est le fils de Tadeusz Narbutt. Wojciech étudie au Collegium Nobilium (Warsaw) (en) de Varsovie, puis à partir de 1775, il entre au service de la cour de Stanislas II. En effet remarqué par Adam Jerzy Czartoryski il sert le roi comme scribe puis devient chambellan. Le 2 mai 1791, il soutient le projet de la Constitution polonaise du 3 mai 1791 . 
Lors de l'insurrection de Kościuszko, il est lieutenant dans l'armée polonaise.Restant, par l'intermédiaire de ses sœurs, en lien étroit avec Puławy, il accompagne Adam Jerzy Czartoryski et son frère Konstanty aux travaux forcés. En 1795, il accompagna Adam Jerzy Czartoryski lors d'un voyage à Saint-Pétersbourg. En 1801, recommandé par la famille Czartoryski, Wojciech Narbutt accepte un emploi d'enseignant et d'éducateur pour Dominique Hieronime Radziwill. Après on sait très peu de choses de lui. Dans les années 1809-1812, il était le maréchal du poviat Lidzki .
A la fin de sa vie, et "à la demande de ses amis", il rédige un journal dans lequel il présente "de manière engageante les événements les plus importants concernant son service ... auprès du roi dont il a toujours révéré la mémoire avec gratitude ». Le journal de Narbutt que la famille avait en sa possession et qui allait être publié, a disparu et on ignore ce qu'il est devenu.
Le frère de Wojciech Narbutt, Stanisław (1744–1858) était chanoine de Brzeg, curé de Kossów dans le district de Słonim.
Il est le père de deux filles issues de son mariage avec Anna née Eysmont.